# 萨普卡伊河畔圣贡萨洛
萨普卡伊河畔圣贡萨洛是巴西米纳斯吉拉斯州的一个市镇。总面积517.974平方公里，总人口22756人，人口密度43.9人/平方公里。